# Бешуйский бой
Бешу́йский бой — крупная оборонительная операция 4-й бригады Южного соединения партизан Крыма под командованием М. А. Македонского и X. К. Чусси против немецко-румынских оккупантов и коллаборационистов в долине реки Альма, в районе посёлка Бешуй (после 1945 года Дровянка, ныне не существует) 7—11 февраля 1944 года. Маневрируя силами и используя горный рельеф партизанам удалось не допустить окружения бригады противником, а в ходе дальнейших действий нанести ему потери, приведшие к его отходу на исходные рубежи. Были захвачены пленные и крупные трофеи.

## Предыстория
После оккупации Крыма вермахтом осенью 1941 года район Бешуя — долина Альмы на северо-западных границах Крымского заповедника — стал ареной ожесточённых столкновений немецко-румынских оккупантов и коллаборационистов с партизанами. Часть населения поддерживала партизан, часть была настроена антисоветски. В Бешуе был дислоцирован вооружённый немцами крымскотатарский отряд самообороны численностью до 60 человек. Весной 1942 года по запросу партизанского командования советская авиация бомбила село. С 4 по 7 декабря 1943 года, в ходе операций «7-го отдела главнокомандования» 17-й армии вермахта против партизанских формирований, была проведена операция по заготовке продуктов с массированным применением военной силы, для создания мёртвого пояса вокруг партизанских районов, в результате которой село Бешуй было уничтожено, а всё население вывезено в концлагерь Дулаг 241; немцами было расстреляно 40 жителей. 
Зимой 1943—1944 года большое число местных жителей ушло в лес, их лагеря располагались в партизанских районах. Непосредственного участия в вооружённой борьбе они не принимали, но при поимке карателями их также ждал расстрел. Наличие мирного населения сильно ограничивало манёвр партизан. В начале февраля 1944 года противник начал накапливать резервы общим количеством до полка в районе сёл Мамут-Султан (Доброго), Шумхай (Заречного), Саблы (Партизанского) — вблизи района 4-й бригады Южного соединения под командованием Х. К. Чусси (комиссар Е. Н. Тарнович). Румынские части и коллаборационисты осуществляли прикрытие гарнизонов, немецкие войска выдвигались в лес. Стремясь упредить противника, X. К. Чусси выдвинул к Бешую боевые группы 6-го (командир Дементьев, комиссар Сермуль) и 7-го отрядов (командир Гвоздев, комиссар Палажченко). 7 февраля в расположение 4-й бригады прибыл М. А. Македонский — командир Южного соединения.

## Ход боя
Противник подтянул к партизанским позициям лёгкую бронетехнику и артиллерию, позиции дальнобойной артиллерии находились на горе Белой. Продвижение корректировал самолёт-разведчик. Утром после артподготовки пехота двинулась в атаку. Обладая численным превосходством, противник рассчитывал после прорыва обороны выйти в тыл бригады и, окружив её, уничтожить. Вводя в бой резервы, ему удалось выбить 7-й отряд с занимаемых рубежей, овладеть Бешуем, где разместилась его артиллерийская батарея и захватить господствующую над местностью высоту 499, которую прикрыли несколько пулемётных точек. Возникла опасная для партизан ситуация: каратели могли оттеснить бригаду к хребту Абдуга, куда уже начал отходить 6-й отряд, и окружить. По приказу X. К. Чусси группа партизан во главе с В. К. Кочкаревым ударом с тыла выбила противника с высоты 499 (при этом сам В. К. Кочкарев погиб) и при поддержке резерва закрепилась на ней. На помощь 7-му отряду выдвинулись 2-й отряд (командир П. Т. Гвалия) и 3-й отряд им. Спаи 6-й бригады (командир Г. Ф. Грузинов).
8 февраля немцы повели наступление к месту впадения в Альму рек Коса и Мавля. Партизаны, разгадав манёвр противника и оценив его численное преимущество, пропустили его в лес, отойдя на новые позиции. Втянувшись в узкую долину, идущую вдоль русла Сухой Альмы и дальше к хребту Абдуга, каратели оказались в огневом мешке. Их атаковали отряды, занявшие высоты по склонам долины. С флангов открыли огонь группы И. Бондаренко, К. Кособродова. В самом Бешуе начался ближний бой, доходивший местами до рукопашной. Неся потери, противник начал отступать вниз по течению Альмы. Здесь карателей встретил отряд Г. Грузинова, который атаковал позиции артиллерии в тылу врага и закрыл дорогу Бешуй — Саблы, разгромив отступавших. 9—11 февраля противник пытался возобновить наступление, но встретив упорное сопротивление 4-й и 6-й бригад, был вынужден покинуть лес.

## Итоги боя
Партизаны удержали контролируемый район и не допустили вклинения противника в расположение Южного соединения. В результате пятидневных боёв гитлеровцы потеряли, по советским оценкам, до 480 человек убитыми, около 350 ранеными, партизанами было взято 27 пленных. Потери партизан составили 18 человек убитыми, 35 ранеными; поскольку поле боя осталось за ними, удалось собрать и похоронить павших, после чего партизаны отошли глубже в горы. Были захвачены крупные трофеи: автомашина, 18 лошадей, 17 пулемётов, 370 снарядов, автоматы, винтовки, несколько тысяч патронов и немецкая карта операции. Противник под прикрытием шести лёгких танков снова занял Бешуй и провёл сбор тел, которые позднее были захоронены на немецком военном кладбище в Воронцовском парке Симферополя.
В отчёте штаба Южного соединения о деятельности отрядов и бригад в феврале 1944 года сообщалось: «… бои показывают, насколько выросли и окрепли в военном отношении наши партизанские отряды и как созрели в оперативно-тактических навыках бывшие рядовые партизаны, а теперь талантливые, решительные боевые командиры, как Грузинов, Гордиенко, Чусси и др. Недаром немцы расценивают бои в районе Бешуй как бои с регулярными частями Красной Армии, высаженными десантом …».

## Память
Партизаны, павшие в Бешуйском бою, были похоронены в братской могиле на территории Крымского заповедника, (Симферопольский район, сельское поселение Перовское), в 12,5 км к юго-востоку от села Партизанское, в районе кордона «Сосновый» на правом берегу Альмы. В 1962 году здесь был установлен памятник — обелиск из чёрного мрамора на двухступенчатом гранитном постаменте с мемориальной надписью: «Партизанам и партизанкам, павшим смертью храбрых в боях против фашистских оккупантов. Район ожесточённых боёв партизан Крыма с фашистскими захватчиками 1941—1944 гг. Апазов М., Бондаренко Н., Гвалия П. Т., Гнатенко В. С., Гнатенко И. С., Спаи Н. С., Ницецкий Б. С., Тюрина Т. М., Чёрный Я. П., Долуденко В. Т., Зонов А. М., Кочкарев В. К., Лагутин Я. М., Тайшин Г. А., Мельников Ф. Н., Тарнович Е. Н., Петриченко А.». Решением Крымского облисполкома № 595 от 5 сентября 1969 года, памятнику был присвоен охранный № 1706. Охранная зона проведена в радиусе 20 м от центра памятника, утверждена решением Крымского облисполкома от 15 января 1980 за № 16. С 20 декабря 2016 года постановлением № 627 в Российской Федерации памятник является объектом культурного наследия регионального значения.  Объект культурного наследия народов РФ регионального значения. Рег. № 911710873070005 (ЕГРОКН).

13 апреля 1984 года в 40-летнюю годовщину освобождения Симферополя комсомольцами птицефабрики «Южная» был установлен памятный знак на месте боя — глыба дикого камня с табличкой. Мемориальная надпись: «8 февраля 1944 г. здесь прошел Бишуйский бой в котором было уничтожено 480 и 30 гитлеровцев взято в плен.».

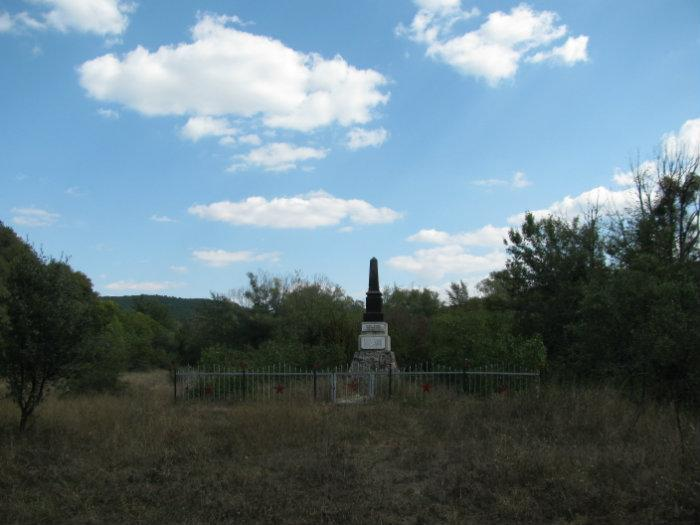
Братская могила партизан (1962)  Объект культурного наследия народов РФ регионального значения. Рег. № 911710873070005 (ЕГРОКН)
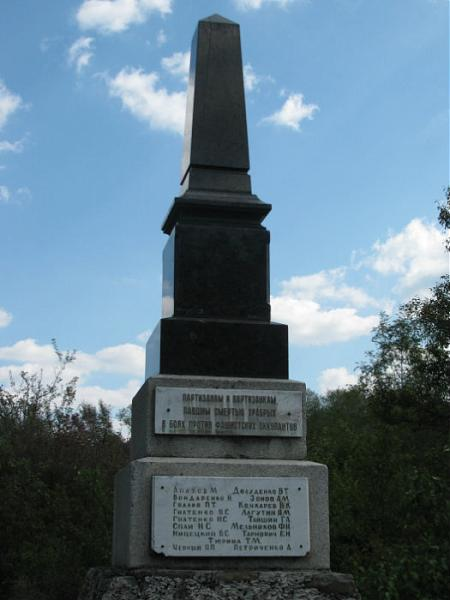
Мемориальные таблички с именами погибших
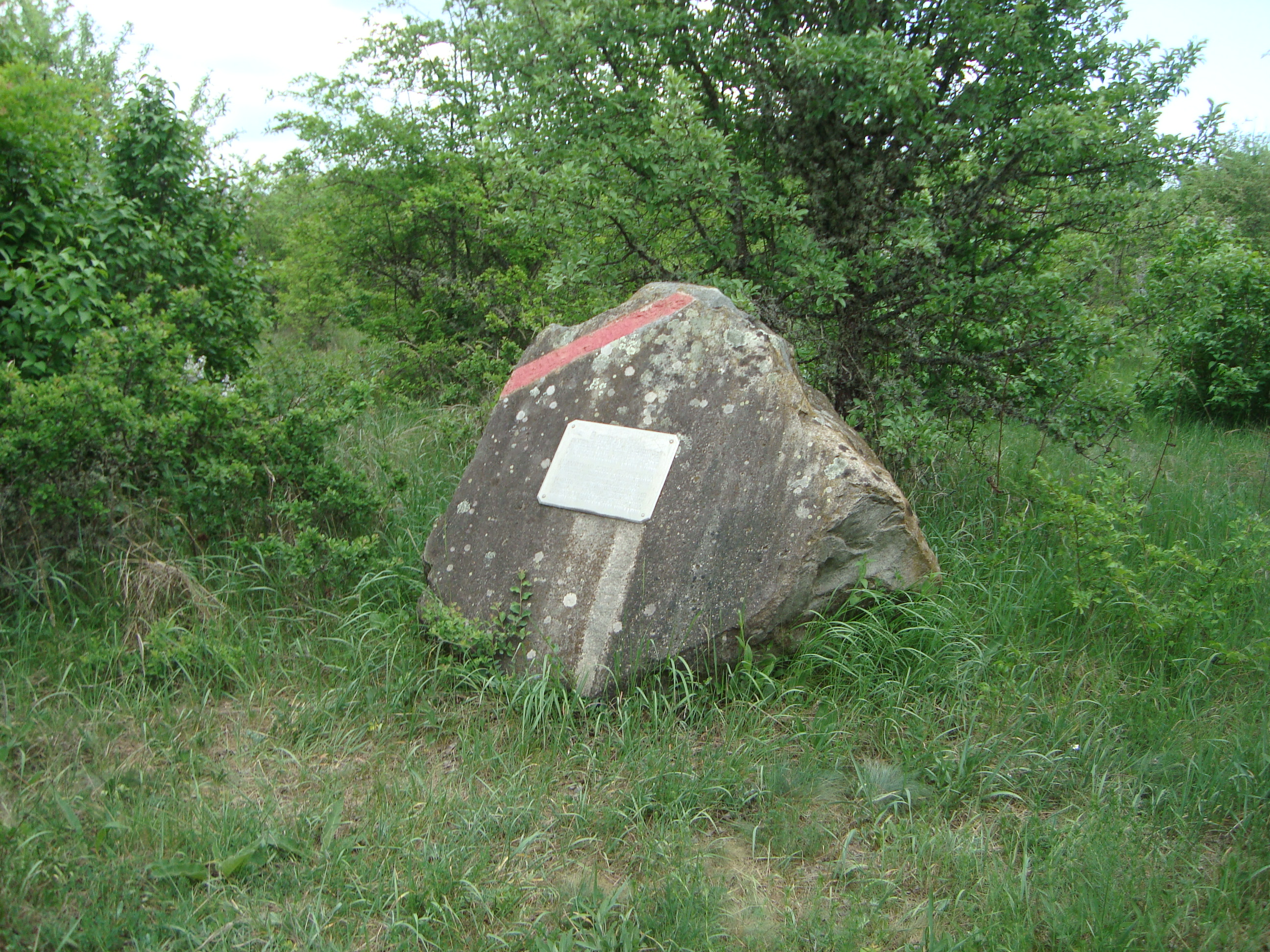
Памятный знак на месте Бешуйского боя

Ежегодно в годовщину боя в селе Партизанском проходят памятные мероприятия: возложения венков, митинги, уроки памяти. Событию посвящён стенд в музее партизанской славы в Бахчисарае.
11 февраля 2019 года вблизи села Константиновка Симферопольского района прошла реконструкция Бешуйского боя, приуроченная к 75-летию события. Сотни зрителей, среди которых члены Президиума Госсовета Республики Крым, депутаты крымского парламента, представители республиканской и муниципальной власти, члены военно-исторических клубов полуострова, учащаяся молодёжь, собрались в районе Грушевого озера, чтобы увидеть историческую реконструкцию эпизод сражения, ставшего одной из героических страниц истории партизанского движения Крыма.

## В культуре
Иван Семёнович Петров (1924—1990) — заслуженный художник Украинской ССР, мастер батального жанра, сам участник войны, посвятил много картин крымским партизанам. В их числе крупная работа — диорама «Бой партизан в Бешуйской долине 1944» (1967). В ходе работы он общался с выжившими участниками боя. Диорама находилась в экспозиции Бахчисарайского дворца-музея, в 1989 году была подарена автором для музея партизанской славы в Бахчисарае.

## Комментарии
1. ↑  Так у Македонского, гора Шайтанов бугор, 496 м
2. ↑  Из династии лесников Кособродовых, отца Дмитрия и семерых сыновей, помогавших партизанам в Гражданскую войну (отец) и в Великую Отечественную (сыновья).
3. ↑  Подпольщики Симферополя доложили о заказе в столярных мастерских 500 гробов
4. ↑  Погиб ранее, 26 октября 1943 года
5. ↑  Ошибка на табличке, правильно Бешуйский
6. ↑  В связи с тем, что место боя находится в Крымском заповеднике с ограниченным режимом посещений, для транспортной доступности реконструкция проводилась в десяти километрах к северу